# Мартон, Николай Сергеевич
Николай Сергеевич Марто́н (род. 10 сентября 1934, Мотыжин, Киевская область) — советский российский актёр. Народный артист РСФСР (1986).
С 1962 года служит в Александринском театре.

## Биография
Родился в селе Мотыжин под Киевом. Отец — Сергей Павлович Мартон. После смерти матери в 1940 году переехал в Киев. Во время Великой Отечественной войны снова вернулись в Мотыжин. В школе занимался в кружке самодеятельности.
После 7 классов пошёл учиться в Киеве в ремесленное училище. В 1954 году поступил в Киевский театральный институт имени Карпенко-Карого, который окончил в 1958 году.
Работал в Крымском русском драматическом театре имени М. Горького в Симферополе, где за четыре сезона сыграл более 20 ролей.
В 1962 году после того, как во время гастролей Крымского театра в Ленинграде Леонид Сергеевич Вивьен увидел Уриэля Акосту в исполнении Мартона, артист получил приглашение поступить в труппу Ленинградского академического театра драмы имени А. С. Пушкина. За годы работы в Пушкинском театре Николай Мартон сыграл более 90 ролей.
В конце 1970-х — начале 1980-х годов Николай Мартон вёл на Всесоюзном радио музыкальную передачу «Ритмы планеты». Сыграл учёного-физика Сергея Королёва в фильме "Королева мечей" из цикла об агенте национальной безопасности.

## Актёрские работы в театре
- 1963 — «Скупой рыцарь» А. С. Пушкина («Маленькие трагедии») — Альбер
- 1964 — «Мария Тюдор», драма Виктора Гюго — Фабиано Фабиани
- 1966 — «Жизнь Сент-Экзюпери», пьеса Л. Малюгина — Антуан де Сент-Экзюпери
- 1976 — «Дети солнца» М. Горького — Вагин
- 1978 — «Иванов» А. П. Чехова — Шабельский
- 1984 — «Маленький вокзальчик» Б. Фелона — Эльберт
- «Фельдмаршал Кутузов» — Наполеон
- «Аэропорт» — 1-й пилот
- «Жиды города Питера» — Кирсанов
- «Лисистрата» — Советник
- «Сирано де Бержерак» Э. Ростана — граф де Гиш
- «Дон Педро» (антреприза)
- 1990 — «Свои люди — сочтёмся!» А. Н. Островского — Сысой Псоич Рисположенский
- 1993 — «Колпак с бубенчиками» Л. Пиранделло — Чампа
- 1995 — «Чёрт» Ференца Мольнара (режиссёр Владимир Петров) — Доктор Ковач
- 1998 — «Женитьба» Н. В. Гоголя — Анучкин
- 2001 — «Вишнёвый сад» А. П. Чехова — Фирс
- 2002 — «Ревизор» Н. В. Гоголя — Земляника
- 2005 — «Петербург» (режиссёр А. Могучий) — Аполлон Аполлонович Аблеухов
- 2006 — «Живой труп» Л. Н. Толстого — князь Абрезков
- 2007 — «Иваны» по Н. В. Гоголю — Иван Иванович Перерепенко
- 2008 — «Садоводы» М. Исаева — Семён
- 2009 — «Ксения. История любви» В. Леванова — Смерть
- 2009 — «Изотов» М. Дурненкова — Ангел-фокусник
- 2010 — «Цари» Х. Кортасара — царь Минос
- 2014 — «Конец игры» — Нагг
- 2014 — «Счастье» — Дед Фёдор
- 2014 — «Маскарад. Воспоминания будущего» — Неизвестный
- 2015 — «Третий выбор» — Сергей Дмитриевич Абрезков
- 2016 — «Новое время» — Философ
- 2017 — «Мамаша Кураж и её дети» — Рассказчик

## Актёрские работы в кино
- 1964 — «Два брата» — Александр Радин
- 1965 — «Залп „Авроры“»
- 1966 — «Зимнее утро» — немецкий офицер
- 1967 — «Женя, Женечка и „катюша“» — штурмбаннфюрер СС
- 1967 — «Мятежная застава» — Иванов
- 1968 — «Интервенция» — французский капитан Симон
- 1976 — «Звезда пленительного счастья» — граф Орлов
- 1977 — «Убит при исполнении» — Исмет-Паша
- 1980 — «Корпус генерала Шубникова» — Кейтель
- 1980 — «Рафферти» — Тилден
- 1980 — «Служа Отечеству» — лорд Окленд
- 1980 — «Я — актриса» — Бравич
- 1981 — «20 декабря» — Духонин
- 1986 — «Товарищ Иннокентий» — Рачковский
- 1986 — «Прекрасная Елена» — Агамемнон
- 1988 — «Физики» — миссионер Оскар Розе
- 1991 — «Дело Сухово-Кобылина» — Василий Александрович Сухово-Кобылин
- 1991 — «Шаги императора» — Саблуков
- 1992 — «Две дуэли» — Крейн-старший
- 1996 — «Вовкулакия, или Загадка доктора Никодима»
- 1996 — «Недотёпы»
- 1998 — «Серебряные головы» — профессор
- 1998 — «Улицы разбитых фонарей.Страховочный вариант» — Марк Сергеевич Синицин
- 2001 — «Убойная сила-2» — швейцарец
- 2001—2004 — «Чёрный ворон» — Шон МакДенниш
- 2002 — «Время любить»
- 2002 — «Ниро Вульф и Арчи Гудвин» — Френк Эрскин
- 2003 — «Бандитский Петербург-4 (Арестант)» — Дитер Фогельзанг
- 2003 — «Не ссорьтесь, девочки» (11 серия) — дед Эдика, Дмитрий Иванович
- 2003 — «Улицы разбитых фонарей — 5» — Пакканен
- 2004 — «Конвой PQ-17» — Дадли Паунд
- 2004 — «Шахматист» — Сидор Васильевич Романов
- 2005 — «Прямохождение» — Хадинов
- 2005 — «Риэлтор» — Наум Ренатович, хирург
- 2006 — «Коллекция» — Либерман
- 2007 — «Сезон дождей» — масон
- 2007 — «Сонька — Золотая Ручка» — Блювштейн-отец
- 2006 — «Тени прошлого» — Семён Петрович Львов
- 2007 — «Янтарный барон» — Вальтер фон Дорст
- 2008 — «Взятки гладки»
- 2008 — «Дилер» — Бад
- 2010 — «Золотое сечение» — Андре Перро
- 2013 — «Хуторянин» — Сурен Степанович Гамбарян
- 2013 — «Шерлок Холмс» — Бишоп
- 2018 — «Лачуга должника» — информолог

## Озвучивание
- 1980 — «Лесная сказка» (фильм-балет)
- 1978 — Каныбек — Джигит Джолой

## Награды и премии
- 1960 — Медаль «За трудовую доблесть» (24 ноября 1960 года) — отмечая выдающиеся заслуги в развитии советской литературы и искусства и в связи с декадой украинской литературы и искусства в гор. Москве[2].
- 1978 — Заслуженный артист РСФСР (16 ноября 1978 года) — за заслуги в области советского театрального искусства[3].
- 1986 — Народный артист РСФСР (18 ноября 1986 года) — за заслуги в развитии советского театрального искусства[4].
- 2006 — Орден Почёта (17 апреля 2006 года) — за большой вклад в развитие театрального искусства и достигнутые творческие успехи[5].
- 2009 — «Золотой Софит» — «За творческое долголетие и уникальный вклад в театральную культуру Санкт-Петербурга»
- 2011 — Благодарность Президента Российской Федерации (14 июля 2011 года) — за большие заслуги в области культуры и многолетнюю плодотворную деятельность[6]
- 2015 — Орден Дружбы (22 октября 2015 года) — за заслуги в развитии отечественной культуры и искусства, средств массовой информации и многолетнюю плодотворную деятельность[7]
- 2016 — Премия «Золотая маска» за лучшую роль второго плана в спектакле «Маскарад. Воспоминания будущего» Александринского театра[8]
- 2019 — Заслуженный артист Республики Крым (5 августа 2019 года) — за вклад в развитие культурных связей между Республикой Крым и г. Санкт-Петербургом, высокое профессиональное мастерство и в связи с 85-летием со дня рождения[9]
- 2019 — Почётный знак отличия «За заслуги перед Санкт-Петербургом»[10]
- 2020 — Орден Александра Невского (21 сентября 2020 года) — за большой вклад в развитие отечественной культуры и искусства, многолетнюю плодотворную деятельность[11].
- 2024 — Благодарность Президента Российской Федерации (19 августа 2024 года) — за заслуги в развитии отечественной культуры и многолетнюю творческую деятельность[12].

## Книги
- «Мне отчаянно везло!»: (воспоминания) / Николай Мартон; [собеседник Е. К. Соколинский]. — СПб.: Балтийские сезоны, 2017. — 254, [1] с., [24] л. ил. — 1000 экз. — ISBN 978-5-9909005-5-4.